# Eutermia
Eutermia – stan, w którym utrzymywana jest normalna (standardowa) temperatura ciała człowieka, czyli 36,5–37,5 °C.